# Cylindrophis yamdena
Espèce
Cylindrophis yamdena est une espèce de serpents de la famille des Cylindrophiidae.

## Répartition
Cette espèce est endémique de l'île Yamdena dans les îles Tanimbar dans les Moluques en Indonésie.

## Description
L'holotype de Cylindrophis yamdena, un mâle, mesure 628 mm dont 18 mm pour la queue.

## Étymologie
Son nom d'espèce lui a été donné en référence au lieu de sa découverte.

## Publication originale
- Smith & Sidik, 1998 : Description of a new species of Cylindrophis (Serpentes: Cylindrophiidae) from Yamdena Island, Tanimbar Archipelago, Indonesia. The Raffles Bulletin of Zoology, vol. 46, p. 419-424 (texte intégral).